# Те-Хаммокс (Флорида)
Те-Хаммокс (англ. ) — статистически обособленная местность, расположенная в округе Майами-Дейд (штат Флорида, США) с населением в 47 379 человек по статистическим данным переписи 2000 года.

## География
По данным Бюро переписи населения США статистически обособленная местность Те-Хаммокс имеет общую площадь в 20,98 квадратных километров, из которых 20,46 кв. километров занимает земля и 0,52 кв. километров — вода. Площадь водных ресурсов округа составляет 2,48 % от всей его площади.
Статистически обособленная местность Те-Хаммокс расположена на высоте 1 м над уровнем моря.

## Демография
| Год переписи        | Нас.  |  | %±     |
| ------------------- | ----- |  | ------ |
| 1990                | 10897 |  | —      |
| 2000                | 47379 |  | 334,8% |
| 1990–2000 Источник: |       |  |        |

По данным переписи населения 2000 года в Те-Хаммокс проживало 47 379 человек, 12 055 семей, насчитывалось 15 203 домашних хозяйств и 15 983 жилых дома. Средняя плотность населения составляла около 2258,29 человек на один квадратный километр. Расовый состав населённого пункта распределился следующим образом: 78,64 % белых, 6,88 % — чёрных или афроамериканцев, 0,21 % — коренных американцев, 3,25 % — азиатов, 0,07 % — выходцев с тихоокеанских островов, 4,41 % — представителей смешанных рас, 6,54 % — других народностей. Испаноговорящие составили 65,33 % от всех жителей статистически обособленной местности.
Из 15203 домашних хозяйств в 46,5 % воспитывали детей в возрасте до 18 лет, 58,4 % представляли собой совместно проживающие супружеские пары, в 16,1 % семей женщины проживали без мужей, 20,7 % не имели семей. 15,1 % от общего числа семей на момент переписи жили самостоятельно, при этом 1,8 % составили одинокие пожилые люди в возрасте 65 лет и старше. Средний размер домашнего хозяйства составил 3,10 человек, а средний размер семьи — 3,47 человек.
Население статистически обособленной местности по возрастному диапазону по данным переписи 2000 года распределилось следующим образом: 28,3 % — жители младше 18 лет, 10,3 % — между 18 и 24 годами, 36,2 % — от 25 до 44 лет, 18,9 % — от 45 до 64 лет и 6,3 % — в возрасте 65 лет и старше. Средний возраст жителей составил 32 года. На каждые 100 женщин в Те-Хаммокс приходилось 90,3 мужчин, при этом на каждые сто женщин 18 лет и старше приходилось 86,5 мужчин также старше 18 лет.
Средний доход на одно домашнее хозяйство статистически обособленной местности составил 50 909 долларов США, а средний доход на одну семью — 54 444 доллара. При этом мужчины имели средний доход в 35 159 долларов США в год против 30 178 долларов среднегодового дохода у женщин. Доход на душу населения статистически обособленной местности составил 50 909 долларов в год. 7,0 % от всего числа семей в населённом пункте и 8,6 % от всей численности населения находилось на момент переписи населения за чертой бедности, при этом 8,6 % из них были моложе 18 лет и 11,3 % — в возрасте 65 лет и старше.